# Casa della Cervetta
La Casa della Cervetta è uno storico edificio del centro di Mantova.

## Storia e descrizione
L'edificio originario, di proprietà dal Duecento della famiglia Strada e addossato alla basilica di Sant'Andrea, fu acquistato dalla famiglia Gropparello e ristrutturato nel 1495 per mano dell'architetto Luca Fancelli, al servizio dei Gonzaga. La costruzione ad angolo su due piani adibita ad abitazione e negozi, era retta al piano terra da otto archi e costituiva una delle più importanti architetture del centro storico.
I Groppelli utilizzarono l'insegna della cervetta, scolpita su un capitello e visibile nella costruzione attuale. L'animale era un emblema un'impresa dei Gonzaga e i Groppelli intesero indicare la devozione alla casata dominante, rappresentata al tempo dal marchese Francesco II Gonzaga, raffigurato in un affresco su uno degli archi.
Nel 1944, durante la seconda guerra mondiale, un bombardamento aereo, la casa venne distrutta.
L'edificio attuale è stato eretto fra il 1960 e il 1965 su un progetto di quattro architetti mantovani: Riccardo Campagnari, Fernando Cazzaniga, Enzo Mastruzzi e Attalo Poldi.